# Find the Woman
Find the Woman er en amerikansk stumfilm fra 1922 af Tom Terriss.

## Medvirkende
- Alma Rubens som Sophie Carey
- Eileen Huban som Clancy Deane
- Harrison Ford som Philip Vandevent
- George MacQuarrie som Judge Walbrough
- Norman Kerry som Marc Weber
- Ethel Duray som Fab Weber
- Arthur Donaldson som Morris Beiner